# Per Thielemann
Per Thielemann, (født Ib Henning Peder Christian, 11. oktober 1890 på Strandmøllen nord for København – 30. juni 1977) var en dansk komponist og violinist, der uddannede sig i Dresden. Har komponeret et par orkesterværker, en bratsch-koncert, en strygekvartet, etuder for violin samt en del underholdningsmusik. I 1920'erne turnerede han med sit eget orkester – især på jyske hoteller. I 1950'erne engageredes han i Jens Warnys orkester på Wivex. Var derudover kendt som en stærk skakspiller, og et af hans værker for violin og klaver bærer titlen Duel på skakbrættet.